# Pierogi
Pierogi (/pɪˈroʊɡi/ pih-ROH-ghee) (thể đơn: pieróg) là một loại hoành thánh của vùng Bắc Âu, có vỏ không có men và nhân thịt hay nhân ngọt. Món này là một trong những đặc sản của Ba Lan và Slovakia. Còn một phiên bản nữa là varenyky rất phổ biến ở Ucraina và Nga. Pierogi rất phổ biến ở các nước như Ba Lan, Slovakia, Tiệp-khắc, Hungari, Bêlarút, Lithuania và được biết đến dưới tên địa phương ở các nước Trung Âu khác.
Các loại nhân thường thấy là khoai tây, cá muối, thịt băm, phô mai và hoa quả. Món này ăm kèm với bơ, kem chua hay hành phi.

## Nguồn gốc

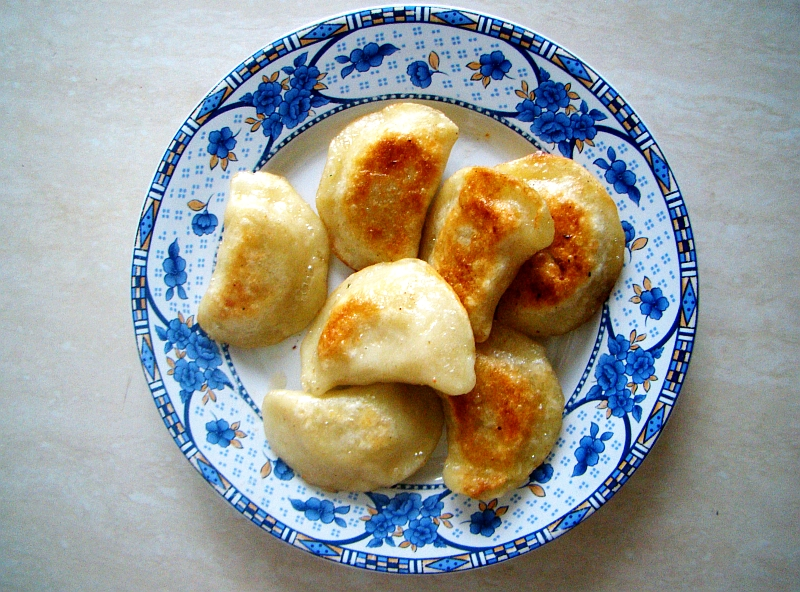
Một đĩa pierogi vào Đêm Giáng sinh

### Cách làm

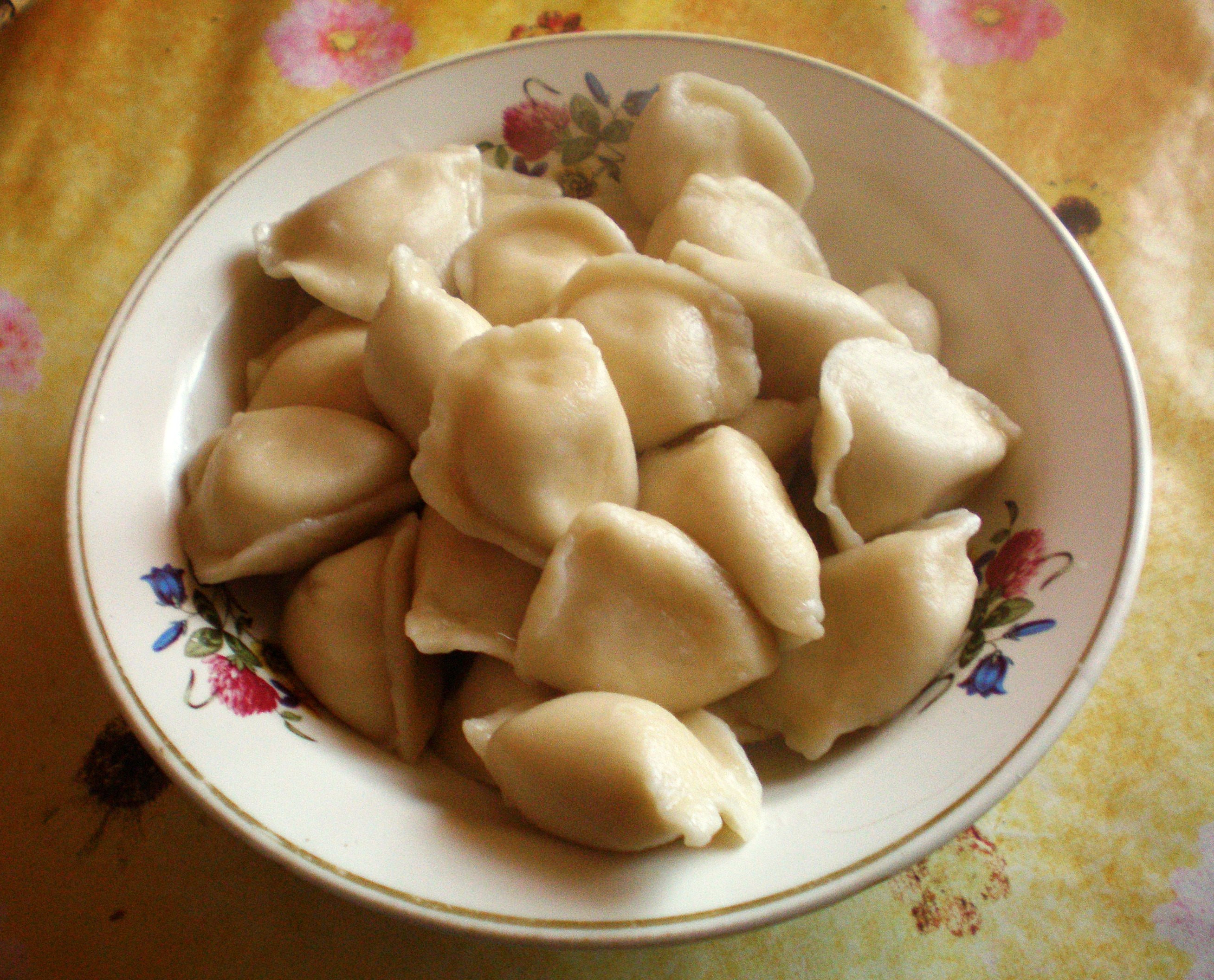
Virtiniai của Lithuania